# Tactical Ops: Assault on Terror
Tactical Ops: Assault on Terror (en español: Operaciones tácticas: Asalto al Terrorismo) es un videojuego de disparos en primera persona multijugador en línea para PC. Empezó como un mod para Unreal Tournament el 23 de diciembre de 1999, pero luego estuvo disponible en una versión más completa y comercial el 24 de abril de 2002 en los Estados Unidos.

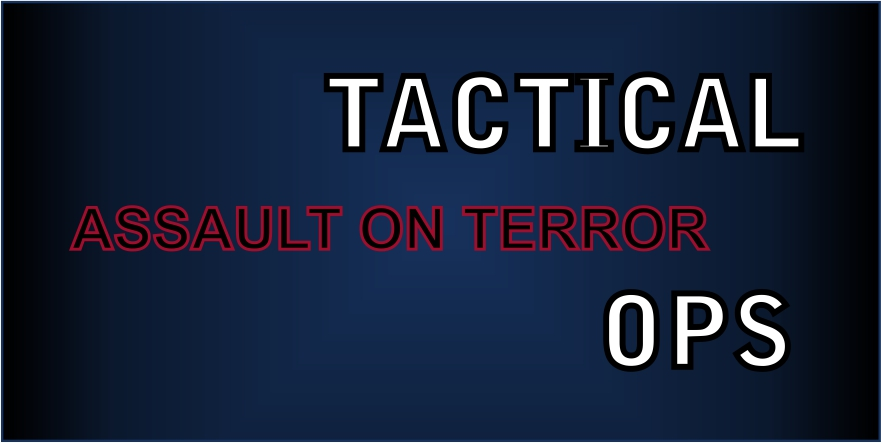
Ilustración del diseño del juego.

El juego fue desarrollado por Kamehan Studios y fue publicado por Infogrames, bajo el nombre de MicroProse.

## Contenido del juego
Este juego se desarrolla en una partida con rondas con tiempo, en el que un equipo de antiterroristas combate con una fuerza terrorista, los dos equipos aparecen en su punto de partida respectivo donde gozan de una zona de compra, donde pueden comprar o vender armas y equipo. Cada equipo tiene distintas armas, por ejemplo, los terroristas disponen de la AK-47 y los antiterroristas una Carabina M4. Al comienzo de cada ronda ambos equipos disponen de un tiempo aproximado de 10 segundos para comprar. Después del comienzo de la ronda, ambos equipos disponen de aproximadamente 4 minutos (dependiendo de cuanto se le haya asignado a la ronda) para cumplir sus objetivos dados por el escenario en que se encuentren. El equipo ganador será el que gane más rondas.

### Modos de juego
En el juego hay 35 mapas oficiales, los cuales se dividen en cuatro escenarios principales.
Liberación de rehenes : las Fuerzas Especiales deben tratar de liberar a los rehenes que están presos por los terroristas en el mapa, escoltándolos a un punto de rescate que se encuentra en su punto de partida. Los terroristas deben evitar esto sin matar a los rehenes. Los rehenes pueden recoger armas por los alrededores y así eliminar a los terroristas. Las Fuerzas Especiales ganan si todos los terroristas han sido eliminados o todos los rehenes han sido llevados al Punto de Rescate. Los terroristas ganan si todas las fuerzas especiales han sido eliminadas o si el tiempo restante se agota sin que todos los rehenes sean rescatados.
Bombardeo: los terroristas deben tratar de colocar una bomba en un punto marcado y protegerla hasta que explote. El objetivo de las Fuerzas Especiales es prevenir esto. Las Fuerzas Especiales ganan si todos los terroristas han sido eliminados o si la bomba fue desactivada en el tiempo dado. Los terroristas ganan si todas las fuerzas especiales han sido eliminadas o si la bomba explota antes del final del tiempo de la ronda.
Hacking: este es un escenario en el que ambos equipos suelen encontrar una "consola" en el mapa y luego tienen que hackearla. Las Fuerzas Especiales ganan cuando todos los terroristas hayan sido eliminados o si piratean la consola primero. Los terroristas ganan cuando todas las fuerzas especiales hayan sido eliminadas o si piratean la consola primero.
Escape: En este escenario, el equipo de terroristas debe tratar de llegar a un punto o área específica del mapa con al menos la mitad de todos los miembros del equipo. Las Fuerzas Especiales deben evitar esto eliminando a los terroristas.